# Transport ferroviaire au Liechtenstein
Plan
Le transport ferroviaire au Liechtenstein dispose uniquement d'une ligne de chemin de fer, longue de 9,5 kilomètres, traversant le territoire du Liechtenstein d'ouest en est. Elle relie les villes de Buchs en Suisse et Feldkirch en Autriche. Cette voie ferrée est exploitée et entretenue par l'entreprise ferroviaire autrichienne Österreichische Bundesbahnen (ÖBB).

## Histoire
Le 14 janvier 1870, le gouvernement de la principauté de Liechtenstein accorde à la compagnie de chemin de fer du Vorarlberg, concessionnaire d'une ligne de Feldkirch, en Autriche-Hongrie à  Buchs en Suisse, la concession de la section de la ligne située sur son territoire. 
Le 24 octobre 1872, la compagnie de chemin de fer du Vorarlberg met en service la ligne de Feldkirch à Buchs. Elle dessert la halte de Schaanwald et les gares de Nendeln et de Schaan. L'électrification de la ligne de Feldkirch à Buchs est mise en service le 16 décembre 1926.
Depuis, cette ligne à voie unique a toujours été exploitée par les chemins de fer autrichiens, Österreichische Bundesbahnen (ÖBB), qui l'utilisent principalement pour un trafic grandes lignes et fret qui transite sur le territoire du Liechtenstein mais ne s'y arrête pas.

## Gares
Le Liechtenstein compte quatre gares ferroviaires établies sur son territoire :
- Schaan-Vaduz (située à Schaan, servant également Vaduz qui n'est qu'à trois kilomètres)
- Forst Hilti (située dans la banlieue nord de Schaan)
- Nendeln (située à Nendeln, un hameau de la commune de Eschen)
- Schaanwald (située à Schaanwald, un hameau de la commune de Mauren)

Ces gares sont desservies par des trains locaux de la relation entre les gares de Feldkirch et Buchs.